# Statistiques détaillées de la démographie de Minneapolis
Cette page rassemble les statistiques détaillées de la population de Minneapolis (Minnesota, États-Unis).

## Ethnies

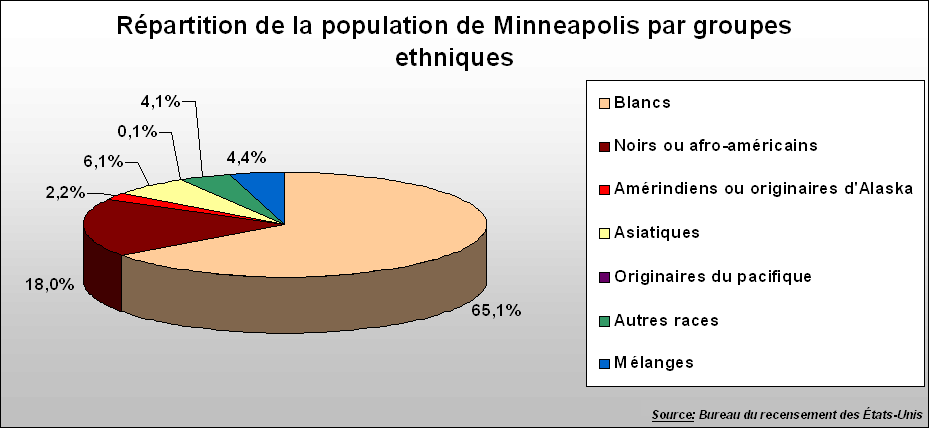
Répartition ethnique de la population de Minneapolis.